# استیو گاتینگ
استیو گاتینگ (انگلیسی: Steve Gatting؛ زادهٔ ۲۹ مهٔ ۱۹۵۹) فوتبالیست اهل بریتانیا است.
از باشگاه‌هایی که در آن بازی کرده‌است می‌توان به باشگاه فوتبال برایتون اند هوو آلبیون، باشگاه فوتبال چارلتون اتلتیک، و باشگاه فوتبال آرسنال اشاره کرد.